# Čačvina
Čačvina is een plaats in de gemeente Trilj in de Kroatische provincie Split-Dalmatië. De plaats telt 98 inwoners (2001).